# NGC 3158
NGC 3158 este o astronomical radio source⁠(d) situată în constelația Leul Mic. A fost descoperită în 17 martie 1787 de către William Herschel. Se află la o distanță de 99,2 de megaparseci de Pământ.